# Liste der Straßen und Plätze in Holzminden

Die Stadt Holzminden im Landkreis Holzminden

Die Liste der Straßen und Plätze in Holzminden enthält die Straßen und Plätze der Stadt Holzminden, Niedersachsen sowie eine Erläuterung zur Herkunft des Namens, soweit bekannt, und eine Zuordnung zu den jeweiligen Stadtteilen.

## Hinweise zu den Angaben in den Tabellen
- Die Spalte Straßenname enthält die Bezeichnung der Straße oder Platzes.
- Als Stadtteil sind die jeweiligen Stadtteile aufgelistet, zu der die Straßen und Plätze gehören.
- In der Spalte Bedeutung/Artikel sind Erläuterungen zur Herkunft des Namens (z. B. Orte, Persönlichkeiten oder historische Begebenheiten) angegeben, sowie die Links zu bestehenden Artikeln.

Die Spalten sind sortierbar.

## Straßenverzeichnis

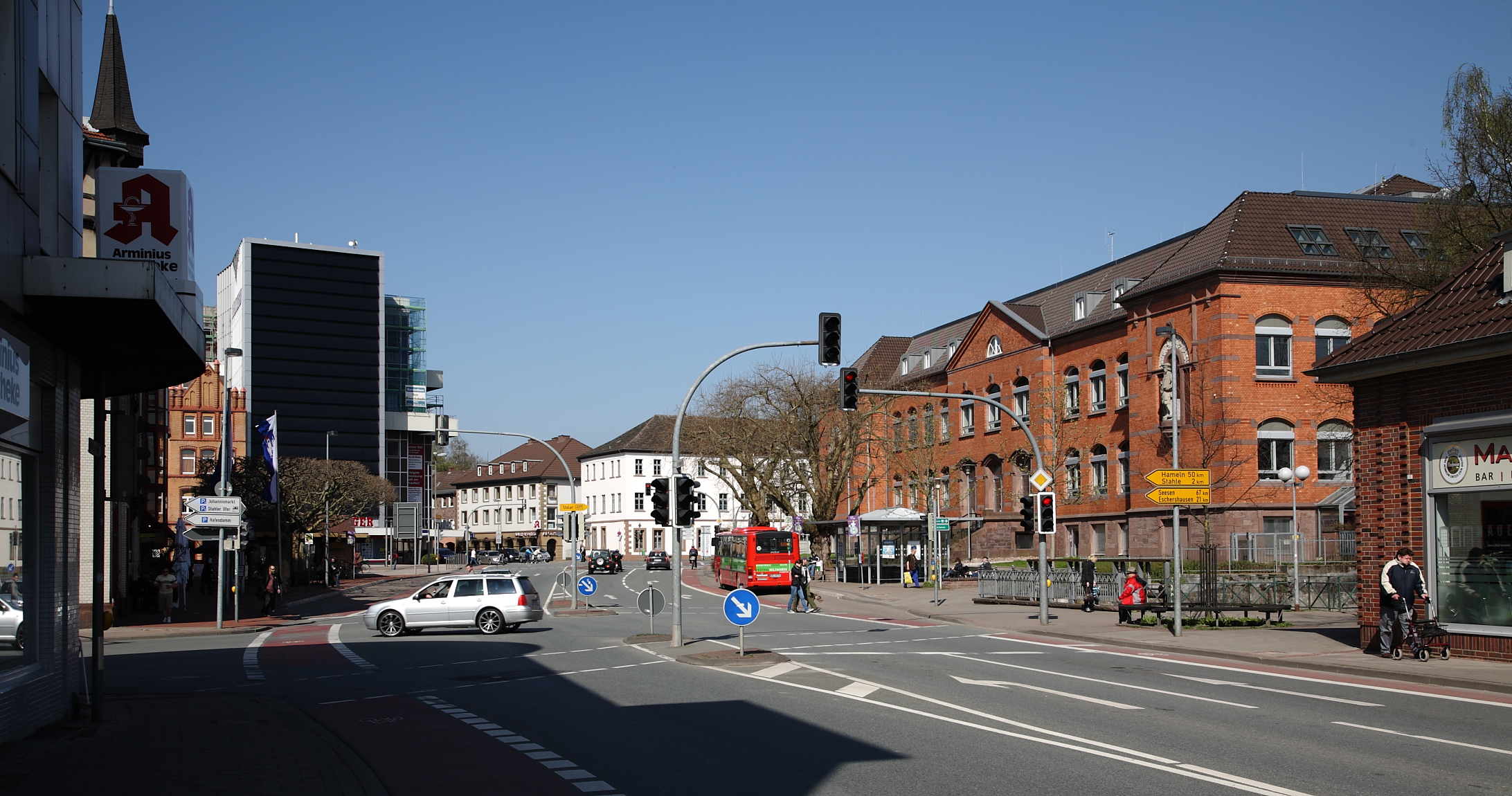
Ende der Fürstenberger Straße bis zur vorderen Ampel, danach folgt der Harmannplatz, benannt nach Friedrich Ludwig Haarmann

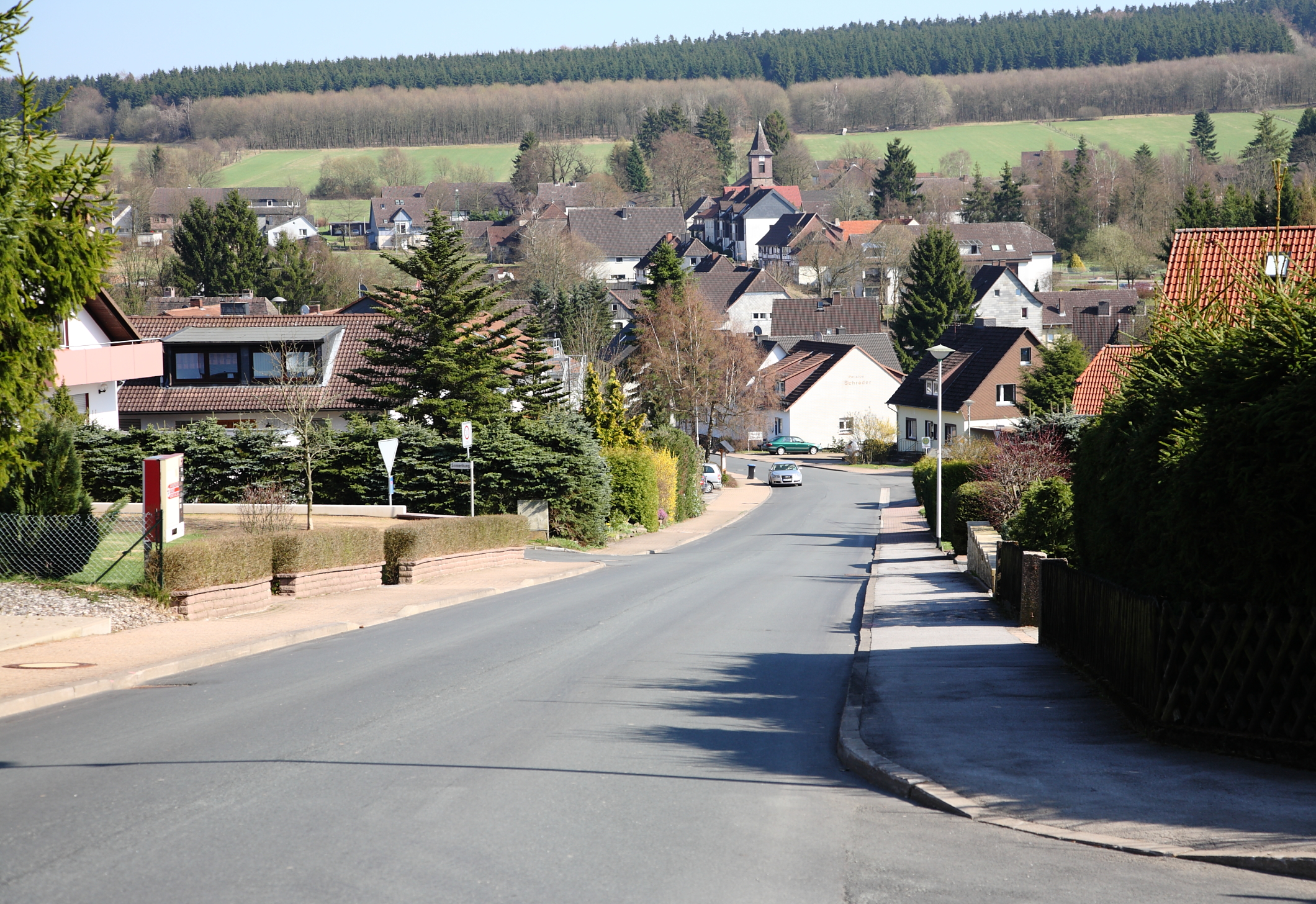
Die Holzmindener Straße im Stadtteil Silberborn

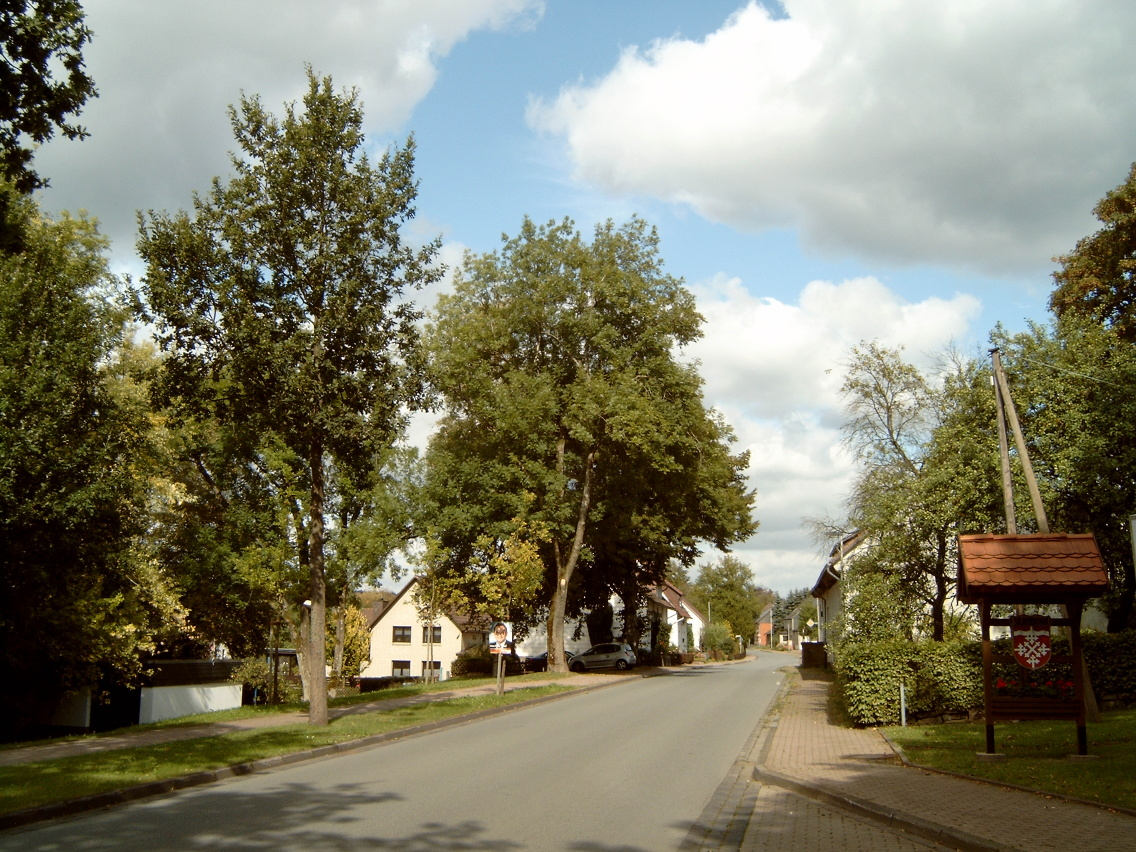
Die Sollinger Landstraße im Stadtteil Silberborn

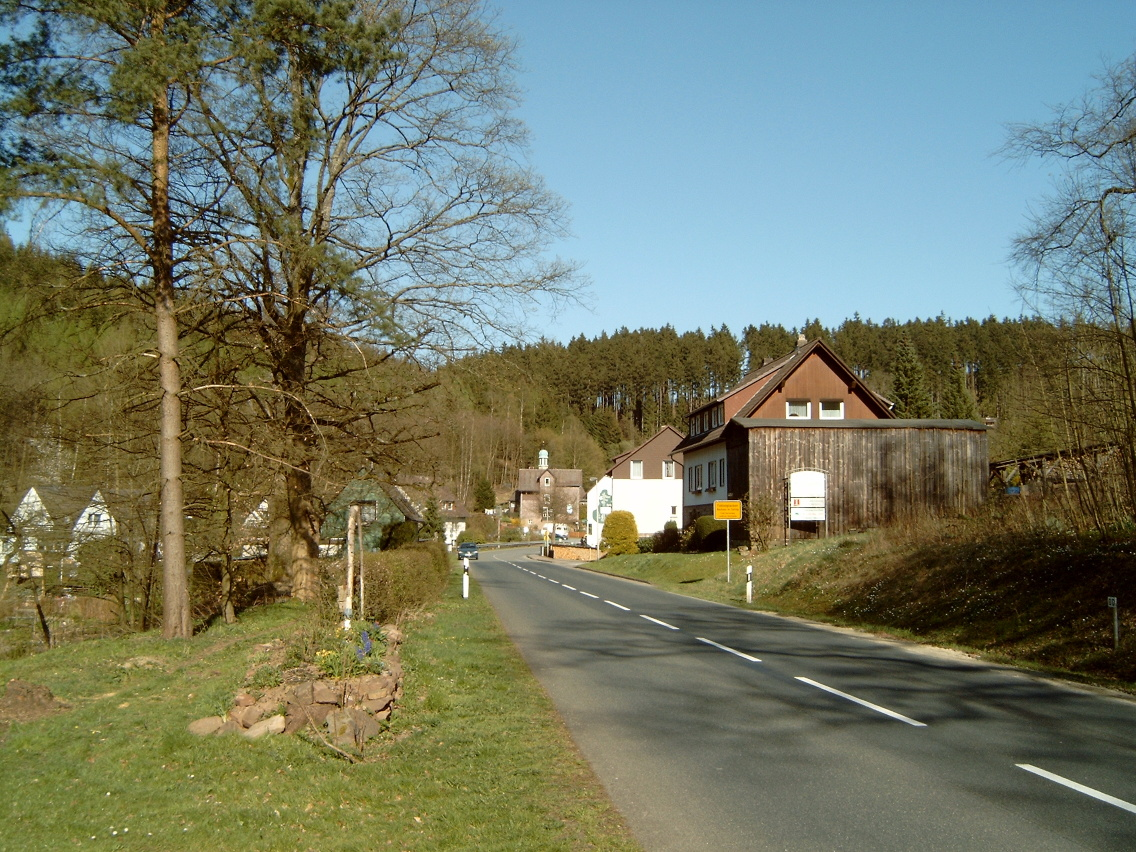
Beginn der Fohlenplackener Straße in Fohlenplacken

| Straßenname                   | Stadtteil                         | Länge  | Bedeutung/Artikel |
| ----------------------------- | --------------------------------- | ------ | --- |
| Ackerstraße                   | Holzminden                        |        | |
| Ahornweg                      | Holzminden                        | 74 m   | Benannt nach der Baumart Ahorn |
| Akazienweg                    | Holzminden                        | 72 m   | Benannt nach der Baumart Akazie |
| Allernbusch                   | Holzminden                        |        | Teil der Kreisstraße 57 |
| Allersheim                    | Allersheim                        | 437 mm | Teil der Landesstraße 584 → Siehe auch Allersheim (Holzminden) |
| Allersheimer Kirchweg         | Holzminden                        | 200 m  | Benannt nach dem Ortsteil Allersheim |
| Allersheimer Straße           | Holzminden                        | 1433 m | Benannt nach dem Ortsteil Allersheim. Bis 2002 Teil der Bundesstraße 64. |
| Alte Wache                    | Holzminden                        | 233 m  | Benannt nach dem Standort einer ehemaligen Polizeiwache |
| Alte Mühle                    | Fohlenplacken                     |        | |
| Altendorfer Straße            | Holzminden                        | 1028 m | Benannt nach der ehemaligen Ort Altendorf, der 1922 eingemeindet wurde |
| Alter Postweg                 | Holzminden                        | 600 m  | Benannt nach einem Postweg zum ostwestfälischen Nachbarort Lüchtringen (weiterer Verlauf: Allernbusch, Postweg Nord). Auf einer Straßenseite befindet sich das Gelände einer Glashütte. |
| Am Giersberg                  | Fohlenplacken                     | 480 m  | |
| Am Kurgarten                  | Silberborn                        | 65 m   | |
| Am Langenberg                 | Neuhaus im Solling                | 2982 m | Teil der Bundesstraße 497 |
| Am Mädchenberg                | Neuhaus im Solling                | 381 m  | |
| Am Mecklenbruch               | Silberborn                        | 258 m  | Benannt nach dem Hochmoor und Naturschutzgebiet Mecklenbruch |
| Am Moosberg                   | Silberborn                        |        | Benannt nach dem Moosberg |
| Am Ofenhaus                   | Holzminden                        | 75 m   | |
| Am Roten Wasser               | Neuhaus im Solling                | 716 m  | |
| Am Teich                      | Neuhaus im Solling                | 221 m  | |
| Am Wildenkiel                 | Neuhaus im Solling                | 1218 m | Teil der Landesstraße 549 |
| Am Windmotor                  | Silberborn                        | 85 m   | |
| Amselweg                      | Holzminden                        | 80 m   | Benannt nach der Amsel |
| An den Teichen                | Holzminden                        | 437 m  | Benannt nach den innerstädtischen Teichenanlagen. |
| An der Mühle                  | Holzminden                        |        | |
| An der Paulikirche            | Holzminden                        | 216 m  | Im ehemaligen Ort Altendorf, benannt nach der nahe liegenden ev. Kirche zu Ehren des Apostels Paulus von Tarsus |
| An der Schule                 | Silberborn                        |        | |
| An der Silberquelle           | Silberborn                        | 221 m  | |
| Anemonenweg                   | Silberborn                        |        | Benannt nach der Anemone (Windröschen) |
| Angerstraße                   | Silberborn                        | 208 m  | |
| Bahnhofstraße                 | Holzminden                        | 858 m  | Sie entstand 1865 im Zuge der Eröffnung der Bahnstrecke nach Kreiensen. Früherer Name ab 1933 lautete auch Hindenburgstraße nach Paul von Hindenburg. |
| Bärenfang                     | Holzminden                        |        | |
| Baurat-Liebold-Straße         | Holzminden                        | 225 m  | Benannt nach Bernhard Liebold. |
| Baurat-Scherman-Weg           | Holzminden                        | 717 m  | Benannt nach Leopold Scherman. |
| Bebelstraße                   | Holzminden                        | 536 m  | Benannt nach August Bebel. |
| Beethovenstraße               | Holzminden                        | 249 m  | Benannt nach Ludwig van Beethoven. |
| Berberitzenweg                | Holzminden                        | 86 m   | Benannt nach der Pflanzenart Berberitzen. |
| Bergblick                     | Holzminden                        | 332 m  | |
| Bergstraße                    | Holzminden                        | 698 m  | |
| Beukampsborn                  | Holzminden                        | 391 m  | |
| Billerbeck                    | Holzminden                        |        | |
| Birkenweg                     | Holzminden                        | 633 m  | Benannt nach der Baumart Birke |
| Bismarckstraße                | Holzminden                        | 413 m  | Benannt nach Otto von Bismarck |
| Bleiche                       | Holzminden                        | 663 m  | Benannt nach einer 1834 errichtete Wäschebleiche (Bleichengraben) |
| Bodenstraße                   | Holzminden                        |        | |
| Borngraben                    | Silberborn                        | 206 m  | |
| Böntalstraße                  | Holzminden                        | 538 m  | Benannt nach einer früheren Wüstung mit Namen Bönthal (Bodendahl). Die Flur wurde 1549 zum herzoglichen Allersheim gelegt |
| Brahmsweg                     | Holzminden                        | 146 m  | Benannt nach Johannes Brahms |
| Brandenburger Straße          | Holzminden                        |        | Benannt nach der Provinz/dem Land Brandenburg |
| Braunschweiger Straße         | Holzminden                        | 516 m  | Benannt nach der Stadt Braunschweig |
| Breslauer Straße              | Holzminden                        | 323 m  | Benannt nach der Stadt Breslau (Wrocław) |
| Brombeerweg                   | Holzminden                        | 471 m  | Benannt nach der Brombeere |
| Brüder-Grimm-Weg              | Holzminden                        | 320 m  | Benannt nach den Brüder Grimm |
| Buchholzstraße                | Holzminden                        | 100 m  | |
| Bunsenstraße                  | Holzminden                        | 204 m  | Benannt nach Robert Wilhelm Bunsen |
| Burgbergblick                 | Holzminden                        | 390 m  | Benannt nach dem Burgberg bei Bevern |
| Bülte                         | Holzminden                        | 706 m  | Auch die Bezeichnung des Flurstückes und allgemein des heutigen Gewerbegebietes |
| Bültenkamp                    | Holzminden                        |        | |
| Bürgermeister-Schrader-Straße | Holzminden                        | 492 m  | Benannt nach Hermann Schrader |
| Bürgerweg                     | Holzminden                        | 52 m   | |
| Büttnerweg                    | Holzminden                        | 201 m  | Benannt nach dem Handwerk des Fassbinders |
| Carl-Hampe-Straße             | Holzminden                        | 381 m  | |
| Charlottenstraße              | Holzminden                        | 642 m  | |
| Claudiusstraße                | Holzminden                        | 52 m   | Benannt nach Claudius. |
| Conventgasse                  | Holzminden                        | 53 m   | → Konvent (Kirche) |
| Corveyblick                   | Holzminden                        | 600 m  | Benannt nach Corvey bei Höxter. |
| Curt-Sauermilch-Weg           | Holzminden                        | 150 m  | Namensgebung im Jahr 2003 nach Curt Sauermilch (1883–1957), Maler. |
| Dammstraße                    | Holzminden                        | 328 m  | Benannt nach dem angrenzenden Bahndamm |
| Danziger Straße               | Holzminden                        | 226 m  | Benannt nach der Stadt Danzig (Gdańsk). |
| Dasseler Straße               | Silberborn                        |        | Teil der Landstraße 549. Benannt nach der Stadt Dassel. |
| Derentaler Straße             | Neuhaus im Solling                |        | Benannt nach der Gemeinde Derental. |
| Dieckhoffstraße               | Holzminden                        |        | |
| Dohnenstieg                   | Holzminden                        |        | Benannt nach der Fangschlinge Dohne. |
| Dr.-Jasper-Straße             | Holzminden                        | 377 m  | Benannt nach Heinrich Jasper. |
| Dr.-Lehmann-Weg               | Holzminden                        | 338 m  | |
| Dr.-Stiebel-Straße            | Holzminden                        | 829 m  | Teil der Kreisstraße 51. Benannt nach Theodor Stiebel. |
| Dragocostraße                 | Holzminden                        | 424 m  | Benannt nach dem Unternehmen Dragoco (gehört heute zu Symrise). |
| Drosselweg                    | Neuhaus im Solling                |        | Benannt nach den Drosseln. |
| Drosteweg                     | Holzminden                        | 67 m   | Benannt nach Annette von Droste-Hülshoff. |
| Dölmeweg                      | Neuhaus im Solling                |        | Benannt nach dem angrenzenden Fluss Dölme. |
| Dürerweg                      | Holzminden                        |        | Benannt nach Albrecht Dürer. |
| Dürrestraße                   | Holzminden                        | 223 m  | Benannt nach dem Zufluss Dürre Holzminde. |
| Eckenbrecherstraße            | Holzminden                        | 237 m  | Benannt nach Klaus Eckenbrecher, beschrieben im Roman Der heilige Born von Wilhelm Raabe. |
| Eichenallee                   | Neuhaus im Solling                |        | Benannt nach der Baumart Eiche. |
| Eichendorffstraße             | Holzminden                        | 619 m  | Benannt nach Joseph von Eichendorff. |
| Einbecker Straße              | Holzminden                        |        | Benannt nach der Stadt Einbeck. |
| Elchweg                       | Holzminden                        | 65 m   | Benannt nach dem Elch. |
| Elsa-Brändström-Weg           | Holzminden                        |        | Benannt nach Elsa Brändström. |
| Enge Straße                   | Holzminden                        | 146 m  | |
| Ernst-Abbe-Straße             | Holzminden                        | 87 m   | Benannt nach Ernst Abbe. |
| Ernst-August-Straße           | Holzminden                        |        | Benannt nach Ernst August (Hannover). |
| Erwin-Böhme-Straße            | Holzminden                        | 283 m  | Benannt am 28. Dezember 1934 durch Ratsbeschluss nach Erwin Böhme und zuvor ein früheres Teilstück der Straße Jugendgarten. |
| Everstein                     | Holzminden                        | 187 m  | Benannt nach dem Adelsgeschlecht Everstein oder nach der Burg Everstein. |
| Fahrenbreite                  | Holzminden                        | 465 m  | |
| Fasanenflug                   | Holzminden                        | 189 m  | |
| Feldblumenweg                 | Silberborn                        |        | |
| Feldstraße                    | Holzminden                        | 112 m  | |
| Finkenweg                     | Holzminden                        | 205 m  | Benannt nach den Finken |
| Försterstieg                  | Holzminden                        | 283 m  | |
| Fohlenplackener Straße        | Neuhaus im Solling, Fohlenplacken |        | Teil der Kreisstraße 50, benannt nach der Ortslage Fohlenplacken |
| Fontanestraße                 | Holzminden                        | 143 m  | Benannt nach Theodor Fontane. |
| Forster Weg                   | Holzminden                        | 779 m  | |
| Franz-Liszt-Weg               | Holzminden                        |        | Benannt nach Franz Liszt. |
| Fraunhoferstraße              | Holzminden                        |        | Namensnennung 2007. Wird fälschlicherweise in einigen Karten auch als Teil der Humboldtstraße bezeichnet. |
| Fritz-Reuter-Weg              | Holzminden                        | 131 m  | Benannt nach Fritz Reuter. |
| Fröbelweg                     | Holzminden                        | 253 m  | |
| Fuchsfang                     | Holzminden                        |        | |
| Fürstenberger Straße          | Holzminden                        | 2026 m | Teil der Landstraße 550. Benannt nach der Gemeinde Fürstenberg (Weser). Frühere Bezeichnung lautete Fabrikthor. |
| Gartenstraße                  | Holzminden                        | 258 m  | |
| Gartenwinkel                  | Holzminden                        |        | |
| Gaußstraße                    | Holzminden                        | 257 m  | Benannt nach Carl Friedrich Gauß. |
| Gehrenkamp                    | Holzminden                        | 726 m  | |
| Gerhart-Hauptmann-Straße      | Holzminden                        |        | Benannt nach Gerhart Hauptmann |
| Ginsterstieg                  | Holzminden                        | 125 m  | Benannt nach der Gehölzart Ginster |
| Glashüttenweg                 | Silberborn                        |        | |
| Glockenpfuhl                  | Holzminden                        | 41 m   | Nahe der evangelischen Lutherkirche |
| Goetheallee                   | Holzminden                        | 138 m  | |
| Goldene Aue                   | Holzminden                        |        | |
| Goldener Winkel               | Holzminden                        |        | |
| Goseberg                      | Holzminden                        |        | |
| Grabenstraße                  | Holzminden                        |        | |
| Grimmenstein                  | Holzminden                        | 848 m  | |
| Grüner Brink                  | Fohlenplacken                     | 521 m  | |
| Grüner Weg                    | Holzminden                        | 133 m  | |
| Gutenbergstraße               | Holzminden                        | 436 m  | Benannt nach Johannes Gutenberg. |
| Haarmannplatz                 | Holzminden                        |        | Bis 2002 Teil der Bundesstraße 64. Benannt nach Friedrich Ludwig Haarmann. Im 19. Jahrhundert als Fabrikplatz bezeichnet. |
| Hackelbergstraße              | Neuhaus im Solling                | 337 m  | Teil der Landesstraße 549. |
| Hafendamm                     | Holzminden                        | 656 m  | Benannt nach dem kleinen Hafen an der Weser und Teil der Landesstraße 550. |
| Hagebuttenweg                 | Holzminden                        | 122 m  | Benannt nach der Frucht Hagebutte |
| Hainanger                     | Holzminden                        | 249 m  | |
| Halbmondstraße                | Holzminden                        | 150 m  | Benannt wegen ihres gekrümmten Verlaufs, auch zeitweise als Halbemondstraße. Frühere Bezeichnungen um 1906 lautete auch Friedrichstraße, benannt nach Friedrich I. (Preußen). |
| Hangweg                       | Holzminden                        | 150 m  | Benannt wegen ihrer Hanglage |
| Hans-Sachs-Straße             | Holzminden                        | 150 m  | Benannt nach Hans Sachs |
| Haselweg                      | Holzminden                        | 127 m  | Benannt dem Gewächs Hasel |
| Hasenrecke                    | Holzminden                        | 466 m  | |
| Hasenstieg                    | Holzminden                        |        | Benannt nach den Hasen |
| Hasselbach                    | Holzminden                        |        | Benannt nach dem Zufluss Hasselbach (Dürre Holzminde) |
| Haydnweg                      | Holzminden                        | 190 m  | Benannt nach Joseph Haydn |
| Hebbelstraße                  | Holzminden                        | 100 m  | Benannt nach Friedrich Hebbel |
| Heinrich-Sohnrey-Straße       | Neuhaus im Solling                |        | Benannt nach Heinrich Sohnrey. Eine Umbenennung ist bislang nicht geplant. |
| Heinrichstraße                | Holzminden                        | 233 m  | |
| Hellingweg                    | Holzminden                        | 141 m  | |
| Herderweg                     | Holzminden                        | 55 m   | Benannt nach Johann Gottfried Herder |
| Herrenbache                   | Holzminden                        | 183 m  | |
| Heusingerstraße               | Holzminden                        |        | Eine Panzerstraße, benannt nach Adolf Heusinger |
| Heuweg                        | Holzminden                        |        | |
| Himbeerbusch                  | Holzminden                        | 818 m  | Benannt nach der Himbeere |
| Hinter den Höfen              | Holzminden                        | 227 m  | |
| Hinter der Steinbreite        | Holzminden                        |        | |
| Hirschberger Weg              | Holzminden                        | 139 m  | |
| Hirtenhof                     | Silberborn                        |        | Benannt nach dem Hirten |
| Hirtenweg                     | Neuhaus im Solling                | 278 m  | Benannt nach dem Hirten |
| Hohe Eiche                    | Holzminden                        | 278 m  | Teil der Kreisstraße 57 |
| Hoher Weg                     | Holzminden                        | 472 m  | Benannt nach dem Wegverlauf und der Steigung zum Kiesberg |
| Holbeinplatz                  | Holzminden                        | 106 m  | → Siehe auch Holbein |
| Holbeinstraße                 | Holzminden                        | 192 m  | → Siehe auch Holbein |
| Holunderbusch                 | Holzminden                        | 287 m  | Benannt nach dem Gewächs Holunder |
| Holzmindener Straße           | Silberborn                        | 599 m  | |
| Horstberg                     | Holzminden                        |        | |
| Humboldtstraße                | Holzminden                        |        | Namensgebung 2007. Benannt nach Alexander von Humboldt. In einigen Karten fälschlicherweise auch als Teil der Zeppelinstraße bezeichnet. |
| Hungerborn                    | Holzminden                        |        | |
| Hüttenplatz                   | Neuhaus im Solling                |        | |
| Hüttenweg                     | Holzminden                        | 131 m  | Benannt nach der naheliegenden Glashütte |
| Im Bruche                     | Holzminden                        |        | |
| Im Niederen Felde             | Holzminden                        |        | |
| Immenweg                      | Holzminden                        |        | |
| In den Ellern                 | Silberborn                        |        | Bezeichnung nach dem Gewächs Erlen. |
| In der Fahrt                  | Neuhaus im Solling                |        | Teil der Bundesstraße 497. |
| Jenaer Straße                 | Holzminden                        |        | Bezeichnung nach dem Jenaer Glas |
| Johannismarkt                 | Holzminden                        |        | → Johannis |
| Johannisstraße                | Holzminden                        |        | |
| Jugendgarten                  | Holzminden                        |        | Benannt in Anlehnung an dem früheren Standort einer in der Nähe befindlichen Jugendherberge. Diese bestand bis 1950 an der Ecke Forster Weg/Erwin-Böhme-Straße. |
| Kampweg                       | Holzminden                        |        | |
| Kapellenbrink                 | Holzminden                        |        | |
| Karlstraße                    | Holzminden                        |        | Bis 2002 Teil der Bundesstraße 64. Benannt nach Karl I. (Braunschweig-Wolfenbüttel). |
| Katernstein                   | Holzminden                        |        | |
| Katzensprung                  | Holzminden                        |        | Benannt nach der Katze. |
| Kauffmannsgarten              | Holzminden                        |        | |
| Kiesberg                      | Holzminden                        |        | |
| Kirchplatz                    | Holzminden                        |        | An der ev. Lutherkirche |
| Kirchstraße                   | Holzminden                        |        | An der ev. Lutherkirche |
| Knorrweg                      | Holzminden                        |        | |
| Köhlerweg                     | Holzminden                        |        | |
| Königsberger Straße           | Holzminden                        |        | Benannt nach der früheren Stadt Königsberg (Preußen) |
| Köterbergblick                | Holzminden                        |        | Benannt nach dem Köterberg |
| Kolk                          | Holzminden                        |        | Bezeichnung für einen Kolk nahe einer im 18. Jhd. vorhandenen Mühle. |
| Kopernikusstraße              | Holzminden                        |        | Benannt nach Nikolaus Kopernikus. |
| Kuhlager                      | Neuhaus im Solling                |        | |
| Kurze Straße                  | Holzminden                        |        | |
| Laubhof                       | Neuhaus im Solling                |        | |
| Legatenstieg                  | Holzminden                        |        | → Legatus |
| Lehmkuhle                     | Holzminden                        |        | |
| Lehne                         | Holzminden                        |        | |
| Leobschützer Straße           | Holzminden                        |        | Benannt nach der Stadt Leobschütz (Głubczyce) |
| Lessingweg                    | Holzminden                        |        | Benannt nach Gotthold Ephraim Lessing |
| Liebigstraße                  | Holzminden                        |        | Teil der Kreisstraße 50. Benannt nach Justus von Liebig |
| Liethstraße                   | Holzminden                        |        | |
| Ligusterweg                   | Holzminden                        | 38 m   | Benannt nach dem Ölbaumgewächs Liguster |
| Lilienthalstraße              | Holzminden                        |        | Benannt nach Otto Lilienthal |
| Limkerecke                    | Holzminden                        |        | Benannt nach einer früheren Wüstung mit Namen Limke. |
| Lindenallee                   | Holzminden                        |        | Benannt nach dem Baum Linde |
| Lindengasse                   | Holzminden                        |        | Benannt nach dem Baum Linde |
| Lindenhof                     | Holzminden                        |        | Benannt nach dem Baum Linde |
| Lindenstraße                  | Neuhaus im Solling                | 312 m  | Benannt nach dem Baum Linde |
| Lortzingstraße                | Holzminden                        |        | Benannt nach Albert Lortzing |
| Luisenstraße                  | Holzminden                        |        | |
| Lupinenweg                    | Holzminden                        |        | Benannt nach der Pflanzenart Lupinen |
| Lönsstraße                    | Holzminden                        |        | Benannt nach Hermann Löns |
| Lüchtringer Weg               | Holzminden                        |        | Teil der Kreisstraße 51. Benannt nach dem Nachbarort Lüchtringen |
| Markt                         | Holzminden                        |        | |
| Marktstraße                   | Holzminden                        | 60 m   | |
| Masurenweg                    | Holzminden                        |        | Benannt nach der Region Masuren (Mazury) |
| Max-Planck-Straße             | Holzminden                        | 482 m  | Benannt nach Max Planck |
| Mecklenburger Straße          | Holzminden                        |        | Benannt nach der Stadt Mecklenburg und der Region |
| Meiernberg                    | Holzminden                        |        | |
| Michaelisplatz                | Holzminden                        |        | Benannt nach dem Erzengel Michael und der nahe liegenden ev. Kirchengemeinde |
| Mittlere Straße               | Holzminden                        | 142 m  | |
| Moltkestraße                  | Holzminden                        |        | Benannt nach Helmuth Karl Bernhard von Moltke |
| Moosbergblick                 | Silberborn                        |        | Benannt nach dem Moosberg |
| Moosbergstraße                | Silberborn                        |        | Benannt nach dem Moosberg |
| Mozartstraße                  | Holzminden                        |        | Benannt nach Wolfgang Amadeus Mozart |
| Mönchewerder                  | Holzminden                        |        | Benannt nach der ehemaligen kleinen Insel unterhalb des Kiekensteins bei Stahle, die durch einen Wasserdurchbruch am rechten Ufer entstanden war und als Weide genutzt wurde. Das Werder ist später völlig eingegangen und wurde ein Teil des zu Stahle gehörigen linken Weserufers der grossen Masch.                             |
| Mönnekendamm                  | Neuhaus im Solling                |        | Benannt nach den Mönchen, → Mönchtum |
| Mühlenberg                    | Mühlenberg                        |        | Benannt nach dem Stadtteil Mühlenberg (Holzminden). In dem Ort gibt es keine weiteren Straßennamen. |
| Mühlenfeldstraße              | Holzminden                        |        | |
| Mühlengraben                  | Holzminden                        |        | |
| Mühlenweg                     | Holzminden                        |        | |
| Münchhausenstraße             | Holzminden                        |        | Benannt nach Hieronymus Carl Friedrich von Münchhausen |
| Neue Straße                   | Holzminden                        |        | Bis 2002 Teil der Bundesstraße 64. Während der Zeit des Nationalsozialismus als Adolf-Hitler-Straße bezeichnet. – Adolf Hitler als Namensgeber von Straßen und Plätzen |
| Neuer Weg                     | Holzminden                        |        | |
| Neuhäuser Allee               | Neuhaus im Solling                |        | |
| Neuhäuser Straße              | Holzminden                        |        | Teil der Landesstraße 549, benannt nach dem Stadtteil Neuhaus im Solling |
| Niedere Straße                | Holzminden                        |        | |
| Nordstraße                    | Holzminden                        |        | |
| Oberbachstraße                | Holzminden                        |        | Frühere Bezeichnung auch als Obere Bachstraße |
| Obere Straße                  | Holzminden                        |        | Frühere Bezeichnung auch als Oberestrasse. |
| Ohlengasse                    | Holzminden                        |        | |
| Ostpreußenstraße              | Holzminden                        |        | Benannt nach der früheren Provinz Ostpreußen |
| Oststraße                     | Holzminden                        |        | |
| Papiermühle                   | Holzminden                        |        | Benannt nach der früheren Steinmeyerschen Papiermühle (Wasserkraftbetrieb). Diese war ab Juni 1918 im Besitz der Fa. Otto Abbes. |
| Paul-Keller-Straße            | Holzminden                        |        | Benannt nach Paul Keller |
| Peter-Vischer-Weg             | Holzminden                        |        | Benannt nach Peter Vischer der Ältere |
| Pferdehude                    | Silberborn                        |        | Benannt nach der Weidenutzung durch Pferde. → Hutewald |
| Pilgrim                       | Neuhaus im Solling                |        | Benannt nach einer veralteten Form der Bezeichnung Pilger → Pilgerweg Loccum–Volkenroda. Möglicher Bezug im 18. Jahrhundert auch auf eine Wanderglashütte → Schorborn oder auf den Ort Pilgrim bei Heinade. |
| Pipping                       | Holzminden                        |        | Bezeichnung nach einem Gewässer oder nach einer urkundlich nicht bezeugten Wüstung? |
| Pippingsbusch                 | Holzminden                        |        | |
| Pollmannsgrund                | Holzminden                        |        | |
| Pommernstraße                 | Holzminden                        |        | Benannt nach der Region Pommern und der ehemaligen Provinz Pommern |
| Posenstraße                   | Holzminden                        |        | Benannt nach der Stadt Posen (Poznań) |
| Postgasse                     | Holzminden                        | 82 m   | Benannt nach dem Standort der früheren Post, später des Fernmeldeamts. |
| Quittenweg                    | Holzminden                        |        | Benannt nach der Obstpflanze Quitte |
| Rabishauer Straße             | Holzminden                        |        | Benannt nach der früheren Gemeinde Rabishau (Rębiszów) bei Mirsk |
| Rauchstraße                   | Holzminden                        |        | |
| Regelfeld                     | Holzminden                        |        | |
| Rehwiese                      | Holzminden                        |        | |
| Reitergarten                  | Neuhaus im Solling                |        | |
| Reiterpfad                    | Holzminden                        |        | |
| Riemenschneiderstraße         | Holzminden                        |        | Benannt nach Tilman Riemenschneider |
| Robert-Koch-Straße            | Holzminden                        |        | Benannt nach Robert Koch |
| Rosenhof                      | Holzminden                        |        | |
| Rotdornweg                    | Holzminden                        |        | Benannt nach dem Gewächs Rotdorn |
| Rudolf-Jahns-Weg              | Holzminden                        | 115 m  | Benannt nach Rudolf Jahns |
| Rumohrtalstraße               | Holzminden                        | 236 m  | Teil der Kreisstraße 50. Benannt nach dem Rumortal nördlich von Fohlenplacken. Standort einer früheren Blankschmiede und später einer Sägemühle. |
| Sachsenring                   | Holzminden                        |        | Benannt nach der Provinz Sachsen |
| Sanddornweg                   | Holzminden                        | 112 m  | Benannt nach dem Gewächs Sanddorn |
| Schießhäuser Straße           | Silberborn                        |        | Benannt nach dem Weiler Schießhaus bei Deensen |
| Schießhäuser Tal              | Holzminden                        |        | Benannt nach dem Weiler Schießhaus bei Deensen |
| Schillerstraße                | Holzminden                        | 224 m  | Benannt nach Friedrich Schiller |
| Schinkelstraße                | Holzminden                        |        | Benannt nach Karl Friedrich Schinkel |
| Schlehenstraße                | Holzminden                        |        | Benannt nach der Pflanzenart Schlehdorn |
| Schleifmühle                  | Holzminden                        |        | Benannt nach einer ehemaligen am Pipping befindlichen Steinschleifmühle |
| Schlesierstraße               | Holzminden                        |        | Benannt nach der Region Schlesien |
| Schloßplatz                   | Neuhaus im Solling                |        | Benannt nach dem Jagdschloss Neuhaus (Solling). |
| Schlüterstraße                | Holzminden                        | 272 m  | |
| Schneckenbergstraße           | Holzminden                        | 1004 m | |
| Schratweg                     | Holzminden                        |        | → Schrat |
| Schubertstraße                | Holzminden                        | 208 m  | Benannt nach Franz Schubert |
| Schulstraße                   | Holzminden                        |        | Benannt nach dem Standort des Campe-Gymnasiums (Amelungsbornsche Klosterschule zu Holzminden, Herzogliches Gymnasium) im 18. und 19. Jahrhundert an der Ecke zur Uferstraße. Früher gehörte das untere Teilstück bis zur Ecke Kirchstraße zur Niederen Straße. Seit 1967 Standort der Anne-Frank-Schule an der Weser-Förderschule. |
| Schöne Aussicht               | Silberborn                        |        | |
| Schüttenhof                   | Holzminden                        |        | |
| Siekenweg                     | Holzminden                        |        | → Siek (Niederung) |
| Sieversgrund                  | Fohlenplacken                     |        | |
| Sonnenhang                    | Silberborn                        |        | |
| Sohnreystraße                 | Holzminden                        |        | Benannt nach Heinrich Sohnrey. Eine Umbenennung ist nicht geplant. |
| Sollinger Landstraße          | Silberborn                        |        | Teil der Landesstraße 549 |
| Sollingstraße                 | Holzminden                        |        | Teil der Kreisstraße 50, benannt nach dem Gebirge Solling |
| Sonnenhang                    | Silberborn                        |        | |
| Sparenbergstraße              | Holzminden                        | 989 m  | |
| Sperlingsgasse                | Holzminden                        | 211 m  | Benannt nach der Vogelfamilie Sperlinge |
| Stadtblick                    | Holzminden                        | 634 m  | |
| Stadtpark                     | Holzminden                        |        | |
| Stahler Ufer                  | Holzminden                        |        | Benannt nach dem Nachbarort Stahle |
| Steige                        | Holzminden                        |        | |
| Steinacker                    | Holzminden                        |        | |
| Steinbreite                   | Holzminden                        |        | |
| Steinhof                      | Holzminden                        |        | Benannt nach der Lagerstätte für den im Hinterland gebrochenen Sandstein, der über die Weser verschifft wurde. |
| Steinstraße                   | Holzminden                        |        | |
| Stettiner Straße              | Holzminden                        |        | Benannt nach der Stadt Stettin (Szczecin) |
| Sudetenweg                    | Holzminden                        |        | Benannt nach dem Gebirgszug Sudeten und → Sudetendeutsche |
| Sylbecker Berg                | Holzminden                        |        | Benannt nach einer ehemaligen Wüstung Sylback (Sülbeck) |
| Südstraße                     | Holzminden                        |        | |
| Talstraße                     | Holzminden                        |        | |
| Teichstraße                   | Silberborn                        |        | |
| Theodor-Storm-Straße          | Holzminden                        |        | Benannt nach Theodor Storm |
| Thomaskirchweg                | Holzminden                        |        | 1968 benannt nach der ev. St. Thomaskirche, Namensgeber ist der Apostel Thomas |
| Thüringer Weg                 | Holzminden                        |        | Benannt nach der Region Thüringen, → Land Thüringen (1920–1952) |
| Torfhaus                      | Silberborn-Torfhaus               |        | Name des Ortes und eines Forsthauses, dass 1961 ein Ortsteil der Gemeinde Silberborn wurde. Teil der Landesstraße 549. Benannt nach dem im 19. Jahrhundert durchgeführten Torfstich im Mecklenbruch und später im Torfmoor am Moosberg zur Herstellung des Glases.                                                                 |
| Trakehnerweg                  | Holzminden                        |        | Benannt nach der Pferderasse Trakehner in Anlehnung an die frühere Zucht in Ostpreußen und der monatelangen Flucht und Evakuierung mit den Tieren in Flüchtlingstrecks in Richtung Westen. → Ostpreußen#Flucht und Evakuierung am Ende des Zweiten Weltkriegs                                                                      |
| Trift                         | Holzminden                        |        | |
| Twiete                        | Holzminden                        |        | |
| Tünneckenhagen                | Holzminden                        | 121 m  | Benannt u. a. nach dem im Mittelalter als Strauchverhau genutztes Glacis (= Hagen), dass gerodet und später den Einwohnern angeboten wurde. → Hag |
| Uferstraße                    | Holzminden                        |        | Benannt nach der Grenze der Uferbebauung zur Weser, bis der Weserkai gebaut wurde. Frühere Bezeichnung lautete auch Schifferstieg. |
| Uhlenflucht                   | Holzminden                        |        | |
| Unter dem Kiekenstein         | Holzminden                        |        | Benannt nach dem Berg Kiekenstein im Nachbarort Stahle |
| Unterbachstraße               | Holzminden                        |        | Frühere Bezeichnung auch als Untere Bachstraße |
| Viktoria-Luise-Weg            | Holzminden                        |        | Benannt nach Viktoria Luise von Preußen |
| Vogelsang                     | Holzminden                        |        | |
| Von-Langen-Allee              | Holzminden                        |        | Benannt nach Johann Georg von Langen |